# Wreckfest
Wreckfest (poprzednio Next Car Game: Wreckfest, Next Car Game) – komputerowa gra wyścigowa wyprodukowana przez fińskie studio Bugbear Entertainment. Gra została wydana 18 czerwca 2018 roku przez THQ Nordic na platformę PC. Wydanie gry na platformę PlayStation 4 i Xbox One zostało zaplanowane na 2019 rok.

## Rozgrywka
Gra inspirowana jest serią FlatOut.
Gracz może dostosowywać i modyfikować samochody. Uszkodzenia pojazdu wpływają na jego wygląd i osiągi.

## Wydanie
24 lutego 2013 roku gra została zapowiedziana, co zostało uprzedzone otwarciem jej strony internetowej. Został udostępniony także zwiastun. Gra została zapowiedziana na platformę PC i inne platformy, a na stronie gry zainicjowano konkurs, w wyniku którego osoba, która zapisała się newsletter mogła wygrać jeden z dziesięciu zestawów gier Bugbear Entertainment. 31 sierpnia roku została udostępniona możliwość składania zamówień, a także ogłoszono termin wydania gry na wiosnę 2014 roku.
3 listopada gra została dodana do serwisu crowdfundingowego Kickstarter. Twórcy ogłosili, że wydali ponad milion dolarów na projekt. Gra została udostępniona w trybie wczesnego dostępu w styczniu 2014 roku, a tydzień od udostępnienia gra przyniosła ponad milion dolarów przychodu.